# Neoempheria dizonalis
Neoempheria dizonalis är en tvåvingeart som först beskrevs av Edwards 1931.  Neoempheria dizonalis ingår i släktet Neoempheria och familjen svampmyggor. Inga underarter finns listade i Catalogue of Life.